# Веніамин (Тупеко)
Митрополит Веніамін (Віталій Іванович Тупеко; 16 вересня 1968, Лунинець, Брестська область) — єпископ Російської православної церкви, єпископ Борисівський та Мар'їнгорський Білоруського екзархату. Голова Видавничої ради Білоруської православної церкви.
Тезоіменитство 31 липня (13 серпня)  (священномученика Веніаміна митрополита Петроградського).

## Життєпис
1985 — закінчив школу № 1 міста Лунінець, поступив до Білоруського державного університету на факультет радіофізики та електроніки.
1987—1989 — відбував службу у більшовицькій армії. По закінченню продовжив навчання у ВНЗ.
1992 — отримав диплом за фахом «Радіофізика та електроніка».
1992 серпень — поступив на перший курс Мінської духовної семінарії. Після закінчення третього курсу у 1994 подав запит і був прийнятий в число братії Свято-Успенського Жировичського ставропігіального чоловічого монастиря.
16 грудня 1994 — пострижений в ченці з іменем Веніамін.
9 січня 1995 — хіротонія в ієродиякона, 13 лютого — в ієромонаха.
20 червня 1996 — призначений на посаду скарбника монастиря.
У тому ж році після закінчення Мінської духовної семінарії поступив на перший курс Мінської духовної академії і призначений на посаду викладача мінської духовної семінарії.
1999 — закінчив навчання у духовній академії і отримав учений ступінь — кандидат богослов'я.
14 грудня 1999 — зведений в сан ігумена.
12 січня 2005 — призначений на посаду благочинного Жировицького монастиря.
20 травня 2006 — зведений в сан архімандрита.
У складі делегації Мінської єпархії брав участь у Помісному соборі Російської православної церкви 27-29 січня 2009.
1 липня 2009 — звільнений від посади благочинного Свято-Успенського Жировицького ставропігіального чоловічого монастиря і призначений на посаду намісника Свято-Благовіщинського Ляденського чоловічого монастиря.

### Архієрейство
21 березня 2010 — хіротонія в єпископа Борисівського, вікарія Мінської єпархії.
4 червня 2010 — призначений головою Видавничої ради Білоруської православної церкви.
2011 — закінчив дворічний курс підвищення кваліфікації у загально церковній аспірантурі та докторантурі.
23 жовтня 2014 — у зв'язку із утворенням Борисівської єпархії призначений правлячим архієреєм новоутвореної єпархії з титулом «Борисівський та Мар'їнгорський».
З 20 серпня 2020 — синодом Російської православної церкви призначений екзархом Білоруського Екзархату РПЦ замість Павла (Пономарьова). 9 вересня у Москві патріарх РПЦ звів Веніаміна у сан митрополита дозволивши носити йому дві панагії у межах Білорусі.
3 жовтня митрополит Веніамін після освячення храму на честь Івана Хрестителя в агромістечку Шершун Мінського району зустрівся із Олександром Лукашенком. Офіційний сайт БПЦ назвав Лукашенка «президентом Республіки Білорусь»